# Кахиси
Кахиси (груз. კახისის ტბა) — небольшое озеро в Грузии, в Боржомском муниципалитете. Расположено в западной части Триалетского хребта, на водоразделе рек Чобисхеви и Двирула, на высоте 1752 м над уровнем моря. Площадь зеркала составляет 0,05 км², средняя глубина — 6,4 м, максимальная достигает 9,9 м. Объём воды — 0,32 млн м³.
Питание озера подземное, снеговое и дождевое. Котловина озеро имеет суффозионное происхождение Озеро Кахиси располагается на правом берегу реки Куры, среди хвойных лесов и субальпийских лугов..